# My Funny Friend and Me
My Funny Friend and Me ist ein Lied des britischen Musikers Sting aus dem Jahr 2000, dass er für den Disney-Film Ein Königreich für ein Lama schrieb.

## Hintergrund
Sting wurde bereits in einem frühen Stadium des Films als Komponist und Sänger verpflichtet und sollte die Nachfolge von Phil Collins (Tarzan) und Elton John (Der König der Löwen) antreten. Ursprünglich unter dem Titel The Kindom of the Sun als Musicalfilm der Geschichte der Inka-Zivilisation geplant, änderte Disney den Film zu einer Komödie ab. Sting schrieb insgesamt acht Songs für den Film, von denen jedoch nur zwei verwendet wurden: My Funny Friend and Me und Perfect World, der von Tom Jones gesungen wurde und direkt vor dem Abspann lief.
Ein weiteres Ärgernis war eine frühe Fassung des Endes, die jedoch nicht umgesetzt wurde. So sollte ein Teil des Regenwaldes einem Vergnügungspark weichen. Sting war von den Änderungen überrascht und erwog seine Songs zurückzuziehen, da er fand, das sich über die Abholzung des tropischen Regenwaldes lustig gemacht werden würde und dies exakt das Gegenteil sei, wofür er stand. Sting schrieb einen wütenden Brief, in dem er drohte, seine Musik zurückzuziehen. Disney änderte das Ende schließlich ab.
Sting schrieb My Funny Friend and Me zusammen mit David Hartley. Der Song ist aus der Perspektive von König Kuzco geschrieben und behandelt die Freundschaft mit Pacha. Er läuft während des Abspanns.
Sting sang außerdem mit Un amigo como tú zwei spanische Versionen für den lateinamerikanischen Markt ein, einen in neutralem Spanisch und eine mit Iberischem Akzent. Daneben sang er auch mit Un amico come tu eine italienische Version des Songs. In der deutschen Synchronfassung läuft während des Abspanns die englische Version des Songs. Die Produktion des Songs übernahm das Duo Jimmy Jam und Terry Lewis.
Der Song wurde 2005 auch auf dem Album My Funny Valentine – At the Movies, eine japanische Kompilation seiner Filmsongs, veröffentlicht.

## Erfolge
Sting wurde zusammen mit Koautor David Hartley bei der Oscarverleihung 2001 für einen Oscar für den Besten Song nominiert, verlor jedoch gegen Bob Dylan und seinen Song Things Have Changed.
Der Song verfehlte die Billboard Hot 100, erreichte aber Platz 24 der Billboard Adult-Contemporary-Charts. In der Schweiz erreichte der Titel Platz 91 der Singlecharts.
| ChartsChartplatzierungen | Höchstplatzierung | Wochen |
| ------------------------ | ----------------- | ------ |
| Schweiz (IFPI)           | 91 (3 Wo.)        | 3      |